# W・ブルグハルト教授の性の報告書 黒い血の恐怖
W・ブルグハルト教授の性の報告書 黒い血の恐怖（原題:Seitenstrassen Der Prostitution）は1967年の西ドイツのドキュメンタリー映画である。日本公開は1968年12月10日。
啓蒙として性病の恐怖を図表や実際の写真など用いて訴えてる。配給は日本インターナショナルが行った。なお、この映画は神戸映画資料館に貯蔵されている。

## 概説
チューリッヒのW・ブルクハルト教授とオスロのＮ・ダルンボルト教授の共著『現在の性病』というレポートを元にエルウィン・Ｃ・ディトリッヒ、ゲルハルト・アンマンとこの映画の監修も行ってるW・ブルクハルト教授の、三人が構成と脚本を務めた。
第一部は、写真および図表などを豊富に使用し、性病が如何に広がって行くかを中心に語っていく。第二部では、港の労働者と売春婦、トラック運転手とヒッチハイクの娘、ホモ・セックス、海外旅行、ティーン・エージャーの乱交パーティや不倫・浮気、フリーセックス等のエピソードを列ねて性病がどのような径路で感染して行くかをドラマ仕立てで描く。

## スタッフ
- 監修：W・ブルクハルト教授
- 製作：ウィリー・ツァイン
- 監督：ゲルハルト・アンマン
- 脚本：W・ブルクハルト教授、エルウィン・C・ディートリッヒ、ゲルハルト・アンマン
- 撮影：ペーター・バウムガルトナー
- 音楽：フランク・ファルドル
- 日本語解説：木崎国嘉